# Avions Voisin C23

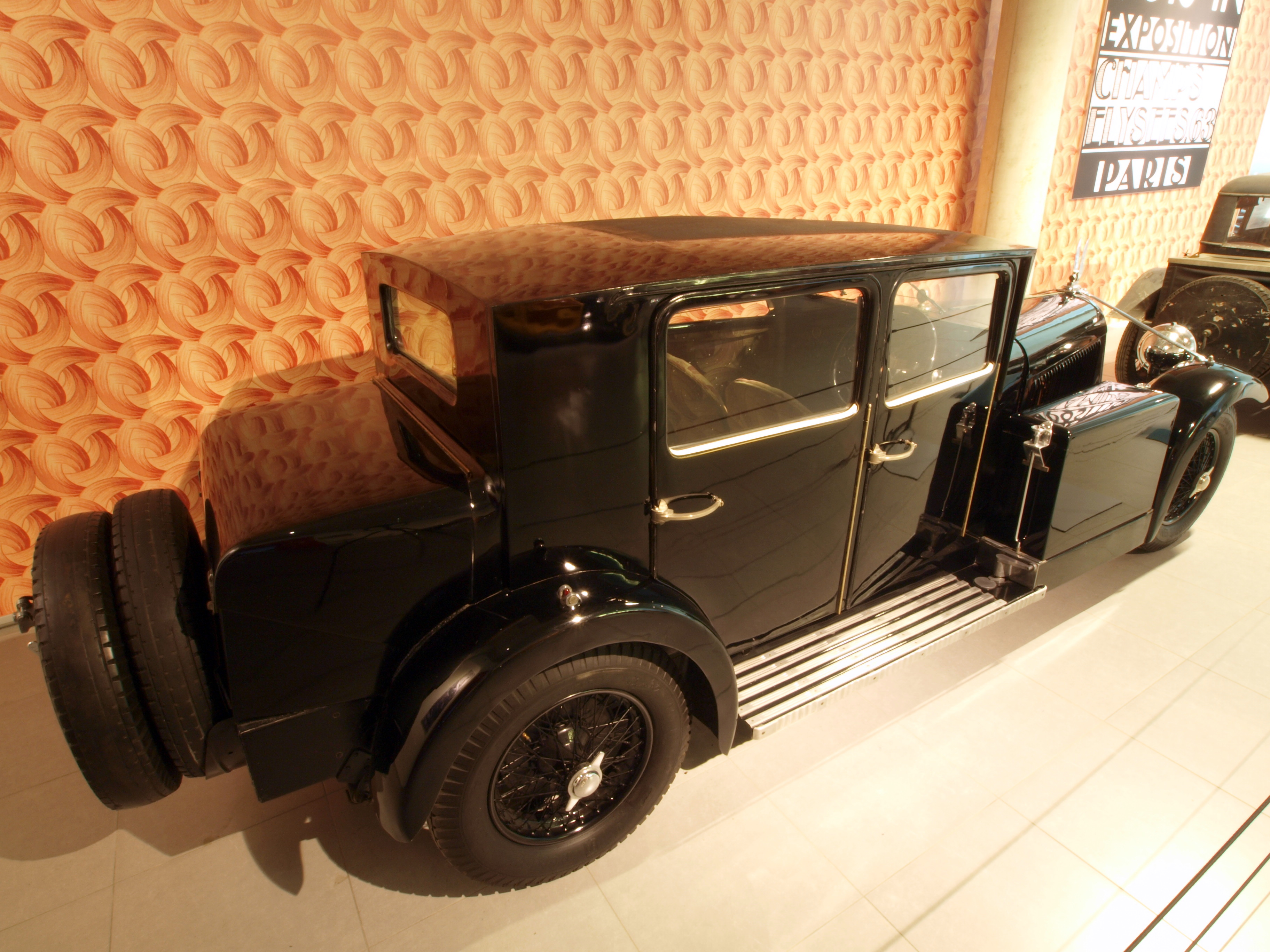
Avions Voisin C23 Lumineuse. 1931

Avions Voisin C23 випускався компанією Avions Voisin впродовж 1931-1935 років. Було виготовлено 335 машин. На ту пору компанія Avions Voisin потрапила у залежність від бельгійського інвестора ван Роггена, який нав'язував Вуазену своє бачення модельного ряду, цінової політики. Машина була розроблена для завершення ряду моделей Avions Voisin, як проміжна модель поміж невеликими С14, С16 і представницьким С28, та відносилась до помірно дорогих машин.

## Історія

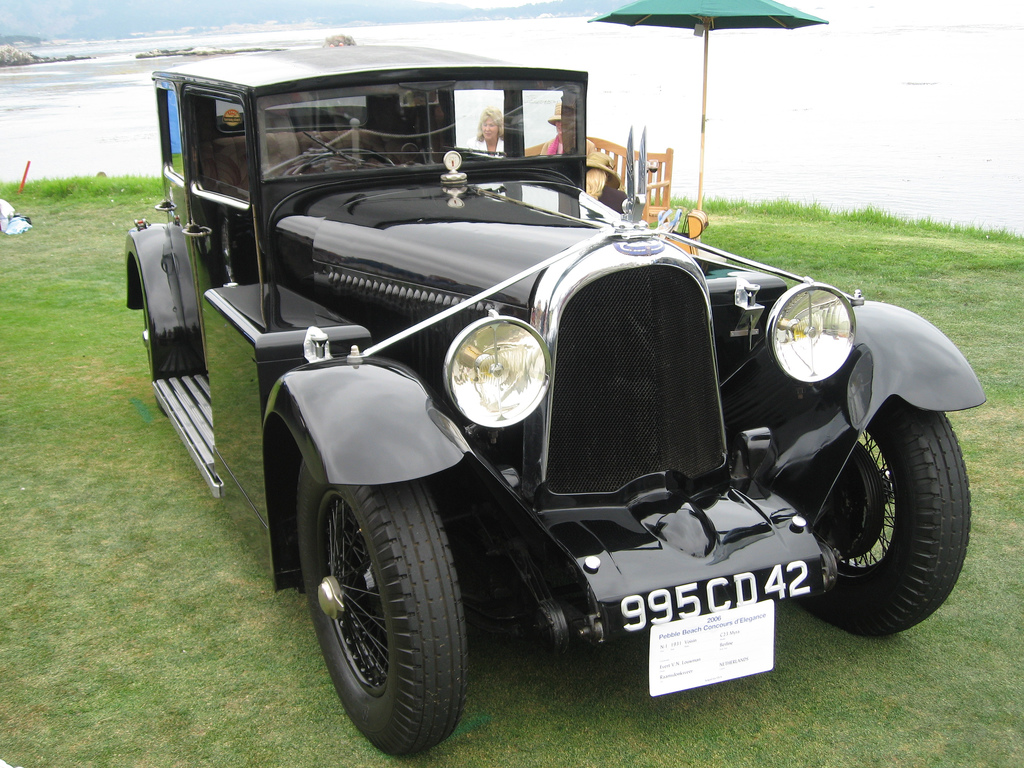
Avions Voisin C23

На шасі С23 Meltem встановлювали новий 6-циліндровий мотор Моріса Бернара потужністю 80 к.с., що забезпечував швидкість 125-130 км/год. Шасі було традиційне для автомашинин з високим профілем, підніжкою, що вирізняло його від низьких шасі моделей Avions Voisin C20, Avions Voisin C22. Кузов з алюмінієвих листів був доволі легким, а закріплення багажу з двох сторін біля капоту в межах колісної бази забезпечувало при низькому центрі ваги гарний розподіл мас і стабільний рух автомашини. Для вентиляції салону нахилялась вперед верхня частина лобового скла, що робило поїздку дещо схожою на поїздку на відкритому кабріолеті. Габріель Вуазен експериментував з плавним перемиканням передач і на С23 встановили коробку передач Cotal з електромагнітним преселективним вибором ступенів, хоча спочатку планувалось встановити автоматичну коробку передач. Машина складалась за модульним принципом, складаючись з прямокутного об'єму кабіни, більш заокруглених об'ємів моторного відсіку, багажника та круглих крил над колесами. Дизайн автомашин Avions Voisin С23 був виконаний у стилі Ар-деко.
С23 володіли зірки кіно, естради Рудольф Валентіно, Моріс Шевальє, Жозефіна Бейкер. Архітектор Ле Корбюзьє часто просив розміщувати «Lumineuse» на фотографіях біля його будівель.
Avions Voisin C23 випускались з кузовом 4-дверним седан "Lumineuse" з порівняно великими бічними вікнами, 2-дверний півседан "Myra", 2-дверним седан "Char".
Voisin C23 Berline 'Lumineuse' шасі №47001 (1930) на початку 1980-х потрапив з Великої Британії до Нідерландів, де до 1992 знаходився у Музеї авіації Soesterberg. Згодом авто змінило декількох власників, було реставровано і виставлено на аукціоні Bonhams за 287.500 євро.

### Технічні дані Voisin C23
|                    |                                           |
| Розміри            | Параметри                                 |
| Роки випуску:      | 1931-1936                                 |
| Довжина:           | 5270 мм                                   |
| Висота:            | 1500 мм                                   |
| Колісна база:      | 3220 мм                                   |
| Колія коліс:       | 1400 - 1350 мм                            |
| Мотор              | 6-циліндровий, рядний, карбюратор Cozette |
| Потужність мотору: | 80 к.с.                                   |
| Об'єм мотору       | 2994 см³, 76×110 мм                       |
| Трансмісія :       | КП 4-ступінчаста механічна Cotal          |
| Швидкість :        | бл. 125 км/год.                           |